# 녹셀
녹셀 코퍼레이션(Noxell Corporation)은 이전에는 녹제마 케미컬 컴퍼니로 알려졌던 메릴랜드에 본사를 둔 가정용 제품을 만드는 회사였다. 가장 잘 알려진 브랜드는 녹제마와 커버걸이었다. 2016년에는 The Procter & Gamble Company의 자회사가 되었다.